# Delivered Named Place Unloaded

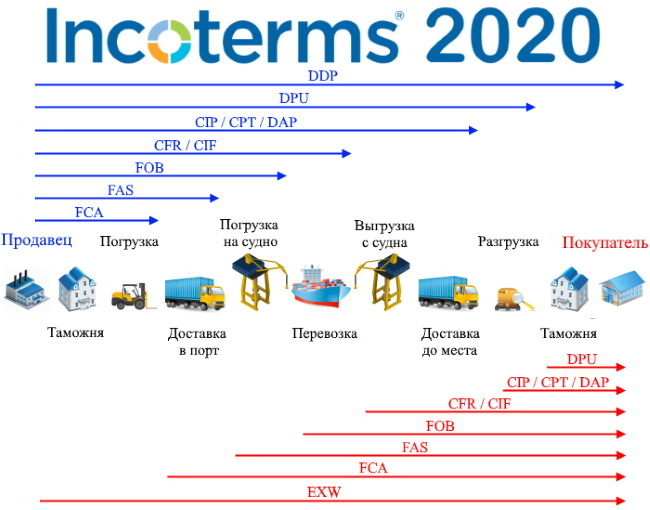
Правила торговли Incoterms-2020

Delivered at Named Place Unload (DPU, с англ. — «Поставка в место выгрузки») — условия поставки Инкотермс 2020. Delivered at Named Place Unload означает, что продавец исполняет свои обязательства по внешнеторговому контракту, когда передаёт в распоряжение покупателя продукцию, выгруженную в назначенном пункте и прошедшую экспортное таможенное оформление (также уплачиваются вывозные пошлины и сборы, если это необходимо).
Условие поставки DPU является самым «молодым» и впервые появляется в последней версии Инкотермс 2020 года, заменив собой условия DAT (предполагал доставку только, до терминала, а не до любого места как DPU)
Термин DPU может применяться при перевозке товара любым видом транспорта, включая смешанные (мультимодальные) перевозки. Под словом «перевозчик» понимается любое лицо, которое на основании договора перевозки берёт на себя обязательство обеспечить самому или организовать перевозку товара по железной дороге, автомобильным, воздушным, морским и внутренним водным транспортом или комбинацией этих видов транспорта.
Согласно базису поставки DPU (ДПУ) Инкотермс 2020 продавец обязан оплатить расходы и фрахт, необходимые для доставки товара до указанного места назначения и его разгрузки с транспортного средства, выполнить экспортное таможенное оформление для вывоза товара с оплатой экспортных пошлин и иных сборов в стране отправления, однако продавец не обязан выполнять таможенные формальности для ввоза товара, уплачивать импортные таможенные пошлины или выполнять иные импортные таможенные процедуры при ввозе. При намерении сторон возложить на продавца все риски и расходы по выполнению импортных таможенных формальностей для ввоза товара целесообразно использовать правило DDP Инкотермс 2020.